# Pelješac
Pelješac (čakavski: Pelišac) je drugi po veličini hrvatski poluotok (nakon Istre) koji se smjestio na jugu Hrvatske u Dubrovačko-neretvanskoj županiji. Ime Pelješac najvjerojatnije potječe od imena brijega Pelisac smještenog povrh Orebića, i relativno je novijeg datuma. Tijekom povijesti su se upotrebljavala razna imena, najčešće Stonski rat (lat. Puncta Stagni, tal. Ponta di Stagno) ili talijanski naziv Sabbioncello.

## Zemljopis Pelješca
Pelješac je smješten na južnom dijelu Hrvatske. Omeđen je  Neretvanskim kanalom, Malostonskim zaljevom, Mljetskim kanalom i Pelješkim kanalom. Pruža se skoro usporedno sa smjerom pružanja obale, od svog spoja s kopnom u Malom Stonu pa do krajnjeg rta Lovište dug je 77 km. Površina Pelješca je 348 km2. S kopnom je spojen Stonskom prevlakom koja je na najužem dijelu široka 1450 m. Prevlaka je pretežno pjeskovita i očigledno je da je nastala nanosima, što pokazuje da je Pelješac nekada bio otok. Građa Pelješca je brdovita s dosta krških polja. Građa je pretežno vapnenačka, tj. prevladava kredni vapnenac, dolomit i eocenski fliš. Od svih brda najviši je Sveti Ilija (961 m) kojeg još nazivaju i Zmijsko brdo ili Monte vipera. Vrh se nalazi na tromeđi i čini prirodnu granicu između općine Orebić i općine Trpanj. Obalna crta Pelješca dugačka je oko 200 km.

### Klima
Pelješac pripada jadranskom tipu mediteranske klime koju karakteriziraju duga, suha i topla ljeta s vedrim i mirnim danima. Zima je blaga i vlažna. Temperature zraka su relativno visoke tijekom cijele godine, a samo tijekom siječnja i veljače su temperature ispod 10 °C. Zbog toga na Pelješcu rijetko pada snijeg a kad i pada rijetko se zadrži na nadmorskim visinama ispod 400 m. Najveće padaline bilježe se tijekom listopada i ožujka a najmanje tijekom srpnja i kolovoza. Valovi za vrijeme juga na Pelješcu su najveći i visoki su između 1,5 i 4 metra. Udari juga često zimi znaju načiniti značajnu štetu u priobalnim područjima uzrokujući nanose po cestama i oštećujući ih. Bura zimi donosi najhladnije vrijeme, no većinom vedro i gotovo uvijek bez oborina. Prosjek sunčanih sati na Pelješcu iznosi i preko 2500 na pojedinim mjestima, što govori o velikom broju sunčanih dana koji je među najvećima u Hrvatskoj. Prozirnost morske vode varira. Godine 1963. i 1964. mjerna je prozirnost u Malostonskom zaljevu i utvrđeno je kako se njene vrijednosti kreću između 5,5 m i 11 m.
Salinitet mora koje okružuje Pelješac iznosi između 38,48‰ i 38,60‰ (i općenito južnog Jadrana) nešto je viši od prosjeka Jadranskog mora 38,3‰.

### Biljni pokrov
Biljni pokrov Pelješca je mediteranski, bogat i raznolik. Na njemu je zabilježeno više od 1100 biljnih vrsta i podvrsta. Iznimno raznolika vegetacija objašnjavamo se relativno velikom površinom (355 km2) i razlikom u nadmorskoj visini (1 do 961 m). Pelješac je jedno od 94 važna područja u Republici Hrvatskoj. Sveprisutna su crnogorična stabla alepskog bora (pinus halepensis), pinije (pinus pinea), dalmatinskog crnog bora (pinus nigra Dalmatica), čempresa (cypressus) i dr. Makija koja prekriva dio Pelješca uglavnom sadrži sljedeće biljke: planika, vrijes, smrčika, grahorac, i ostale. Postoje i šume česvine crnike (querxus ilex), raste rogač, lovorika. Krška polja i obronci mnogih brda su obrađeni i prekrivaju ih maslinici i vinogradi a ponegdje i južno voće: mogranj, mandarina, smokve, badem, naranča... Ponad Orebića raste šuma čempresa, najveća te vrste u Hrvatskoj. Klima i položaj uzrokovali su da na Pelješcu raste dosta ljekovitog i aromatičnog bilja: metvica, ružmarin, kadulja, lavanda, mažuran.
Brdo Sveti Ilija na zapadu poluotoka je jedino mjesto na svijetu gdje raste dalmatinska iglica (Geranium dalmaticum) a jedno je od rijetkih područja gdje možemo naći kratkozubu kadulju (salvia brachyodon), oštriku  (quercus crocifera), dalmatinski crni bor (pinus nigrad subsp. dalmatica) i dr.
Obronci brda su jedno od najbogatijih nalazišta samoniklih orhideja unutar Hrvatske. Dio planine od oko pola hektara sa zapuštenim travnjacima i proplancima je područje gdje rastu 3 ugrožene vrste orhideja.
U svako godišnje doba na brdu možemo naći neku biljku u cvatu, no naznačajnije razdoblje su svibanj i lipanj. Tada cvatu modro lasinje (moltkia petraea), trnovita žućica ili ježinac (Chamaecytisus spienscens), srcolika glavulja (Globularia cordifolia), ljubičina (matthiola tristis var. Italica), srebrnasta tila (argyrolobium zanonii), zeljasta bjeloglavica  (Dorycnium herbaceum), ljekovita kadulja (Salvia officinalis) i mnoge druge.

### Životinjski svijet
Osim bogatog  biljnog, postoji i životinjski svijet. Čagalj (canis aureus dalmaticus), je specifična vrsta, koja je raširena na poluotoku. Velik je i broj divljači kao što su: mufloni, divlje svinje, zečevi, fazani i kornjače (zakonom zaštićene), a posebno jedan došljak iz Azije – indijski mali mungos (Herpestes javanicus). Muflon je uvezen na Pelješac 1970. iz nacionalnog parka Brijuni. Početnih 2 mužjaka i 6 ženki su se vremenom namnožili jer se ovo područje pokazalo pogodnim staništem za njih pa je već za nekoliko godina bilo grla za odstrel. U odstrelu u razdoblju 1977. – 1995. dali su lovcima 94 trofeja (58 zlatnih, 22 srebrna i 14 brončanih) što su najbolji svjetski rezultati. Može ih se vidjeti uglavnom na najstrmijim padinama brda.

## Prometna povezanost
Pelješcom prolaze dvije državne ceste: D414 koja se spaja kod Zatona Doli s D8, a na drugoj strani završava u Orebiću i D415. Županijska cesta 6215 spaja Orebića s najzapadnijim naseljem-Lovištem. 
Orebić je povezan autobusnom linijom s Dubrovnikom te s par okolnih mjesta. Orebić je povezan s gradom Korčulom trajektnom linijom. Druga trajektna linija spaja Trpanj s Pločama. Linija iz Prapratnog (između Stona i Ponikava) vodi na otok Mljet. Putničke brodice povremeno povezuju Orebić i Trstenik s Korčulom, tj. Mljetom. Na poluotoku na nekoliko mjesta postoje improvizirani helidromi. Od 2022. godine povezan je Pelješkim mostom s kopnom preko Malostonskog zaljeva.

## Povijest

### Antičko doba
Pelješac je naseljen vrlo rano, postoje ostaci koji datiraju u mlađe kameno doba (neolit). Brojni ostaci su pronađeni po raznim špiljama na Pelješcu (Gudnja na Poraču, Spilja na Kopnju Prinčeva spilja na Zabradi). Doseljavanje tzv. Protoilira počinje metalno doba na Pelješcu. Pelješac kasnije nastanjuju Iliri iz plemena Plereja koji su također ostavili mnoge tragove postojanja.  U jednoj spilji nadomak zaselka Nakovane pronađeno veliko ilirsko svetište.
Iako su antički Grci osnivali kolonije po Korčuli i delti Neretve, nema dokaza o njihovoj prisutnosti na Pelješcu. Grci su, pak, trgovali s Ilirima na Pelješcu iako se ne može utvrditi da je to imalo velik značaj. Oslonac ilirskog gospodarstva na Pelješcu je bilo stočarstvo i zbog prostora za ispašu stoke su se vodili i oružani sukobi. Iliri su gradili utvrde (gradine). Ratarstvo je bilo kod Ilira od sekundarnog značaja.
Drugo Ilirsko pleme Ardiljerci došlo je na Pelješac oko 370 pr. Kr. pod pritiskom Kelta sa sjevera, pomiješalo se s Plerejima te utvrdilo svoju vlast od Neretvanskog kanala do Grčke. Za vrijeme Ardiljeraca su ojačali ilitski gusarski napadi na grčke trgovačke brodove.
Rimljani dolaze na Pelješac u drugom stoljeću pr. Kr. pod krinkom pomoći Grcima. Nakon niza ratova (koji su uglavnom zaobišli Pelješac) Rimljani uspostavljaju vlast koja će trajati sve do podjele Rimskog Carstva. Tada Pelješac dolazi pod vlast Bizanta.

### Srednji vijek
U ranom srednjem vijeku krojenje granica se vršilo ratovima i pravo vlasništva na Pelješac su polagali mnogi. Slabljenjem Rimskog Carstva, posebno njegovog zapadnog dijela u čijem je sastavu bio Pelješac, na to područje počinju se doseljavati Slaveni koji formiraju svoje političke tvorevine zvane sklavinije. Pelješac je potpao pod Zahumlje koje je bilo svojevrsna tampon zona između Hrvatskog Kraljevstva, Raške i Dubrovnika. Zahumlje je uspjelo održati svoju samostalnost balansiranjem između okolnih sila te je Pelješac bivao pošteđen velikih ratnih pustošenja. Od 11. stoljeća Pelješcem i Zahumljem vladaju dukljanski, raški, bizantski i ugarsko-hrvatski vladari.
Godine 1326. Dubrovnik je sklopila savez s Kraljevinom Bosnom te nakratko osvojila Pelješac. Godine 1331. izbija rat za prijestolje u Raškoj, a bosanski ban Stjepan II. Kotromanić provaljuje u Zahumlje i nanosi velike štete dubrovačkoj imovini na Pelješcu. Iduće godine Dubrovčani sa svojom diplomacijom uspijevaju dogovoriti mir i ishoditi dokument kojim godine 1333. kupuju Pelješac od srpskog cara Dušana i bosanskog bana Stjepana Kotromanića. Dolaskom Pelješca pod vlast Dubrovnika sve stanovništvo biva proglašeno dubrovačkim kmetovima. Kako je u to doba Pelješac kopneno bio odvojen od Dubrovnika, trebalo je organizirati obranu te upravu. Ispod brda Podzvizd gradi se grad Ston čije zidine štite solanu u Stonu jer Dubrovnik nije imao kopnenu vezu s Pelješcem (područje Dubrovačkog primorja ostalo je pod kontrolom cara Dušana do 1399.). Solana je bila drugi najveći izvor prihoda za Republiku nakon pomorstva. Razvija se feudalna poljoprivreda, a također brodogradnja (Stonski arsenal je bio drugi po veličini u Dubrovačkoj Republici) za ratne potrebe, ali i za trgovinu. Pelješac je dobio status "knežije" kao i ostali dijelovi Republike van grada. Kneza je biralo Veliko vijeće, a sjedište mu je bilo u Stonu. Godine 1343. Pelješac se upravno dijeli na 2 dijela: upravno područje Stona te upravno područje Trstenice (današnji Orebić i okolna sela Podgorje i Karmen). Ovaj potonji je naročito teško funkcionirao zbog slabe komunikacije zbog nepristupačnog reljefa. Zbog toga je vlast 1465. izdvojila središnji dio poluotoka iz Trstenice u zaseban kapetanat sa sjedištem u Janjini.  Pelješka vina su se već tada isticala svojom kvalitetom tako da je vlast 1333. zabranila njihov izvoz u druge dijelove Republike osim samog grada, a iduće godine su čak zabranili daljnju sadnju vinograda.
Brodogradnja je na Pelješcu doživjela nagli razvoj u 15. i 16. stoljeću u Stonu. Najveći razvoj će doživjeti u Orebiću u drugoj polovici 16. stoljeća. Orebić u 17. stoljeću postaje glavno pomorsko središte poluotoka i jedno od najvećih u Republici.
Kako Dubrovačka Republika nije imala značajnu vojsku oslanjala se na savezništvo sa susjednim Osmanskim Carstvom kojem je plaćala danak. To formalno savezništvo s Turcima dalo je izliku okolnim državama za pljačku i gusarenje po Republici čemu je naročito bio izložen Pelješac. No, tu je vjera ionako bila samo izlika jer je Pelješac i prije toga savezništva bio pljačkan od istih država.

### Novi vijek i suvremeno doba
Dubrovačka vlast nad Pelješcom je trajala do 1808. kada Francuska okupira, a zatim i ukida Dubrovačku Republiku. Francuska vlast je bila kratka i nije ostavila traga na Pelješcu na kojem su ostali feudalni odnosi iz doba Republike. Francuzi su sagradili par putova od kojih su neki i danas u uporabi. 1814. godine Pelješac ulazi u sastav Austro-Ugarske i postaje dio Kraljevine Dalmacije. Poslije prvog svjetskog rata postaje dio Kraljevine Jugoslavije. Najprije biva uklopljen u Zetsku banovinu, a godine 1939. u Banovinu Hrvatsku. U doba Nezavisne Države Hrvatske biva dio županije Dubrovnik koja je uključivala dobar dio istočne Hercegovine. U SFRJ upravno biva podijeljen između Općine Korčula (manji, zapadni dio) te Općine Dubrovnik (veći istočni dio). Uspostavom neovisne Republike Hrvatske postaje dio Dubrovačko-neretvanske županije i biva razdijeljen na četiri općine.

## Mjesta na Pelješcu
Pelješac je podijeljen na četiri općine i to:
Ston - 2.605 stanovnika
Janjina - 593 stanovnika
Trpanj - 871 stanovnik
Orebić - 4.165 stanovnika
Osim u ova četiri mjesta, stanovništvo je smješteno i u sljedećim selima:
Boljenovići • Brijesta • Broce • Česvinica • Dančanje • Duba Stonska • Dubrava • Hodilje • Luka • Mali Ston • Metohija • Putniković • Sparagovići • Ston • Tomislavovac • Zabrđe • Zaton Doli • Žuljana - u općini Ston
Drače • Janjina • Osobjava • Popova Luka • Sreser - u općini Janjina
Duba, Donja Vrućica, Gornja Vrućica - u općini Trpanj
Donja Banda • Kućište • Kuna Pelješka • Lovište • Nakovanj • Orebić • Oskorušno • Pijavičino • Podgorje • Podobuče • Potomje • Stankovići • Trstenik • Viganj - u općini Orebić
Od Lovišta u općini Orebić (krajnji zapad) do Malog Stona je udaljenost 77 km.
Na Pelješcu prema popisu stanovnika iz 2001. živi 8.234 stanovnika. Gustoća naseljenosti iznosi 23,7 stanovnika po četvornom kilometru što je znatno niže od državnog prosjeka (84,6 st. /km2).
Iako je dio sredozemnog svijeta vezanog uz more, najveći dio današnjih naselja nije osnovan na obali mora. Za to su bila presudna dva faktora: višestoljetna poljoprivredna osnova koja je okretala stanovništvo prema unutrašnjosti te dugotrajna izloženost pljačkaškim pohodima gusara. 
Lovište je najmlađe naselje na Pelješcu. Osnovali su ga Hvarani koji su između iseljavanja u Ameriku i odlaska na Pelješac odabrali ovo drugo. prvi doseljenik u Lovištu (1878.) bio je Ante Visković iz Hvarskog sela Gdinj.

## Stanovništvo
Demografska povijest Pelješca u globalu može se podijeliti na tri faze: predtranzicijsku, tranzicijsku i posttranzicijsku fazu.
Predtranzicijska faza je trajala sve do kraja 18. stoljeća. Tranzicijska faza je trajala dugo od tada do 1970-ih godina. U tranzicijskoj fazi zbog visokog prirodnog prirasta došlo je do velikog porasta broja stanovnika. "Višak stanovništva je bio prisiljen na iseljavanje. Najviše ih se selilo u prekomorske zemlje: Australiju, Argentinu i SAD. Duga tranzicijska faza je posljedica ranog početka (s obzirom na to da je Dubrovačka Republika bila među najrazvijenijim državama svog doba) i kasnog završetka (s obzirom na to da je pripojena Dalmaciji koja je bila na znatno nižoj razini. Drugi značajni pad broja stanovnika bilježi se 1960-ih i 1970-ih zbog gospodarske politike SRH. Tadašnja politika je prebacivala težišta gospodarskog razvoja u općinska središta zbog čega su periferni dijelovi nazadovali. Pelješac je bio većinom u sastavu Općine Dubrovnik, a manjim dijelom u stastavu Općine Korčula te je u oba slučaja bio na periferiji. Od 1970-ih jedino područje Orebića (tzv. Pelješke rivijere) bilježi rast broja stanovnika.
Na području Pelješca postoji veliki broj vikendica. Većina njih (preko 50%) je u vlasništvu državljana BiH. Glavnina ih je podignuta 1980-ih nakon Olimpijade u Sarajevu.

## Jezik
Poluotok je jezično podijeljen na dva dijela. Na istočnom dijelu se govori štokavsko-ijekavski govor (tzv. dubrovački dijalekt) koji se nastavlja do granice s Crnom Gorom. Na zapadu Pelješca se tradicionalno govorio čakavsko-ikavski, tj. južnočakavski dijalekt koji je zajednički s otokom Korčulom. Zbog iseljavanja stanovništva i doseljavanja iz Zagore i zapadne Hercegovine sve više gubi čakavske elemente i postaje štokavsko-ikavski poput većine priobalnih područja Dalmacije.

## Gospodarstvo
Tradicionalne gospodarske grane na Pelješcu su poljoprivreda, ribarstvo i pomorstvo. Pomorstvo se počelo razvijati krajem srednjeg vijeka i nakon niza nepogoda koje su se dogodile u Dubrovniku, poput potresa koji je pobio velik broj stanovništva te uništio velik dio flote. Od poljoprivrednih grana najizraženije su maslinarstvo i vinogradarstvo. Sve te grane su danas dobrim dijelom u sjeni turizma koji se počinje razvijati od 1960-ih godina 20-og stoljeća. S turizmom je počeo Viganj gdje se već 1947 prihvaćaju prve skupine gostiju (djeca iz BiH i Makedonije). Turizam na Pelješcu je doživio svoj vrhunac drugoj polovici 1980-tih i još, a naglo je prekinut Domovinskim ratom. Prijeratne brojke noćenja nisu ponovljene ni skoro 20 godina nakon kraja rata. Zbog turizma i iseljavanja stanovništva na Pelješcu se mogu naći brojni nekadašnji vinogradi i maslinici obrasli u šumu, makiju i garig ili pak pokriveni građevinama. Pelješac je najznačajnije područje u Hrvatskoj za uzgoj školjaka. Najznačajnija područja uzgoja školjaka su obala kod Brijeste te malostonski zaljev.

## Voda i vodno gospodarstvo
Na Pelješcu ne postoji riječno-jezerska mreža. Na poluotoku postoji određeni broj manjih izvora i jedino zahvaljujući tomu ne vlada potpuna bezvodnost. Zbog toga je bila izuzetno bitna gradnja čatrnja za skupljanje kišnice. Najveće skupljalište kišnice je polje oko Potomja. 
Nedostatna vodoopskrba je bila dugo ograničavajući faktor razvoja. Zbog toga je tijekom 1960-ih izgrađen sustav vodoopskrbe vode iz rijeke Neretve.